# Kivertsi
Kivertsi (em ucraniano:  Ківерці, em russo:  Киверцы, em polonês/polaco:  Kiwerce) é uma cidade da Ucrânia, situada no Oblast de Volínia. Tem 8,48 km² de área e sua população em 2020 foi estimada em 13.971 habitantes.